# Virginie Pradal
Pour les articles homonymes, voir Pradal.
Virginie Pradal, née le  28 mars 1945 à Paris XVIII est une actrice de télévision, de théâtre et de cinéma française. Ancienne pensionnaire la Comédie-Française de 1971 à 1982, elle triomphe ensuite dans le Boulevard et est devenue, depuis les années 2000, avec Jean-Marie Besset, une égérie du Théâtre contemporain.

## Biographie
Elle a suivi les cours au Conservatoire national supérieur d'art dramatique (promo 1971), où elle reçoit le Premier Prix du Conservatoire supérieur d’art dramatique de Paris à sa sortie en 1971.
Pensionnaire de la Comédie Française de 1971 à 1982.
Lors d'une interview en 2013, Virginie Pradal déclare avoir "des sœurs", "un fils" et "une mère de 91 ans".

### Engagement
Virginie Pradal est bénévole chez Emmaüs Défi, dans le 19e arrondissement de Paris et adjoint au maire de la ville de Bry-sur-Marne, déléguée à la culture

## Filmographie

### Cinéma
- 1979 : Nous maigrirons ensemble de Michel Vocoret
- 1982 : Les P'tites Têtes de Bernard Menez, Yvette
- 1989 : Tatie Danielle d'Etienne Chatiliez, Madame Lafosse
- 2011 : Gigola de Laure Charpentier, Dolly
- 2017 : Nos années folles d'André Téchiné, La grand-mère

### Télévision
- 1972 : Les Précieuses ridicules de Molière, réalisé par Jean-Marie Coldefy, Magdelon, Comédie-Française
- 1973 : Gil Blas de Santillane de Jean-Roger Cadet, Dolorès
- 1973 : Les Calendriers de l'Histoire de Roland-Bernard (1 épisode)
- 1973 : Les Fourberies de Scapin de Molière, réalisé par Jean-Paul Carrère, Nérine, Comédie-Française
- 1974 : La Fille bien gardée d'Eugène Labiche et Marc-Michel, réalisé par Jean Pignol, Marie, Comédie-Française
- 1975 : Au théâtre ce soir : Le Système Ribadier de Georges Feydeau, mise en scène Robert Manuel, réalisation Pierre Sabbagh, Théâtre Édouard VII, Sophie
- 1975 : Un mot pour un autre d'après Jean Tardieu réalisé par Philippe Pilard
- 1978 : Allegra de Michel Wyn
- 1978 : La Belle Époque de Gaston Couté de Philippe Pilard, Antoinette de Saint-Ay
- 1978 - 1979 : Le Petit Théâtre d'Antenne 2 (2 épisodes), plusieurs personnages
- 1979 : Aimé de son concierge d'après Eugène Chavette réalisé par Roland-Bernard
- 1980 : La Croix dans le cœur d'après Roberte Roleine réalisé par Pierre Goutas
- 1980 : Au théâtre ce soir : Décibel de Julien Vartet, mise en scène Max Fournel, réalisation Pierre Sabbagh, Théâtre Marigny, Hermine Magnificat
- 1980 : La Vie des autres de Marie Devort (1 épisode)
- 1980 : L'Œuf de Félicien Marceau, réalisé par Yves-André Hubert, Rose, Comédie-Française
- 1980 : Les Amours de la Belle Époque de Bernard-Roland (1 épisode), Flore
- 1981 : Le Bourgeois gentilhomme de Molière, réalisé par Pierre Badel, Nicole, Comédie-Française
- 1981 : Les Plaisirs de l'île enchantée de Molière, réalisé par Dirk Sanders, Dorine/Une Égyptienne, Comédie-Française
- 1982 : Madame S.O.S. de André Dhénaut, Mme Petit-Gaston
- 1982 : L'Épreuve de Marivaux, réalisé par Claude Santelli, Lisette
- 1982 : Julien Fontanes, magistrat de Guy Lefranc (1 épisode)
- 1983 : Marianne ou une étoile pour Napoléon d'après Juliette Benzoni réalisé par Marion Sarraut
- 1984 : Au théâtre ce soir : La Malibran de Jacques Josselin, mise en scène Philippe Rondest, réalisation Pierre Sabbagh, Théâtre Marigny, Giuditta/Mme Gateai
- 1984 : Au théâtre ce soir : Le Diable en personne de Philip King et Fakland Cary, adaptation Jean Marsan, mise en scène Jacques Ardouin, réalisation Pierre Sabbagh, Théâtre Marigny, Mildred Spencer
- 1985 : Madame et ses flics de Roland-Bernard (1 épisode)
- 1985 : La Peur des coups d'après Georges Courteline réalisé par Dominique Guliani
- 1985 : Catherine d'après Juliette Benzoni réalisé par Marion Sarraut
- 1986 : La valise en carton de Michel Wyn, Vline
- 1988 : Arsène Lupin de Michel Wyn
- 1988 : Marie Pervenche de Serge Korber (1 épisode)
- 1988 : Les piques-assiettes de Dominique Guliani
- 1989 : Si Guitry m'était conté dans Le veilleur de nuit d'après Sacha Guitry réalisé par Alain Dhénaut
- 1989 : Panique aux Caraïbes de Serge Korber
- 1990 : Pépé la gâchette de Jean Pignol, Jeanne
- 1993 : Une famille pas comme les autres de Christophe Andrei
- 1993-1995 : Seconde B de Didier Albert: Mme Barbier, la professeur d'histoire-géographie
- 1994 : La Guerre des privés de Jean-Pierre Prévost, Solange
- 1995 : L'Affaire Dreyfus de Yves Boisset, La tenancière
- 1995 : Un homme à domicile de Georges Bensoussan, Estelle
- 1996 : Les Nouvelles Filles d'à côté de Jean-Luc Azoulay, Cindy (30 épisodes)
- 1996 : À découvert de Laurent Jaoui, Madame Giraud
- 1996 : Une famille formidable de Joël Santoni (1 épisode), Hermine
- 1998 : Les Vacances de l'amour de Jean-Luc Azoulay (1 épisode), Elisabeth
- 2002 : Crimes et sentiments d'Alain Tasma, Martine Paillet
- 2005 : Léa Parker de Jean-Pierre Prévost (1 épisode), Mme de Saint-Sauveur
- 2007 : Plus belle la vie de Thierry Boscheron (7 épisodes), Amanda
- 2018 : Affaire conclue (émission de télévision) : elle-même
- 2019 : A Musée Vous, A Musée Moi (saison 2, tableau Daughters of revolution de Grant Wood) : sketchs "Croisière" et "Esprit mal tourné'

## Théâtre
- 1970 : Cash-Cash d'Alistair Foot et Anthony Marriott, mise scène Michel Vocoret, Théâtre des Célestins
- 1971 : Les Femmes savantes de Molière, mise en scène Jean Piat, Comédie-Française
- 1971 : Amorphe d'Ottenburg de Jean-Claude Grumberg, mise en scène Jean-Paul Roussillon, Comédie-Française au Théâtre national de l'Odéon
- 1971 : Les Précieuses ridicules de Molière, mise en scène Jean-Louis Thamin, Comédie-Française : Magdelon
- 1972 : Le Bourgeois gentilhomme de Molière, mise en scène Jean-Louis Barrault, Comédie-Française
- 1972 : Œdipe roi, Œdipe à Colone de Sophocle, mise en scène Jean-Paul Roussillon, Comédie-Française Festival d'Avignon
- 1972 : Richard III de William Shakespeare, mise en scène Terry Hands, Comédie-Française Festival d'Avignon
- 1972 : La Fille bien gardée d'Eugène Labiche et Marc-Michel, mise en scène Jean-Laurent Cochet, Comédie-Française
- 1972 : La Commère de Marivaux, mise en scène Michel Duchaussoy, Comédie-Française
- 1973 : Un fil à la patte de Georges Feydeau, mise en scène Jacques Charon, Comédie-Française
- 1973 : Les Fourberies de Scapin de Molière, mise en scène Jacques Échantillon, Théâtre des Champs-Élysées
- 1973 : Le Médecin volant de Molière, mise en scène Francis Perrin, Comédie-Française, Festival de Bellac
- 1973 : Tartuffe de Molière, mise en scène Jacques Charon, Comédie-Française
- 1973 : Le Médecin volant de Molière, mise en scène Francis Perrin, Comédie-Française
- 1973 : Richard III de William Shakespeare, mise en scène Terry Hands, Comédie-Française
- 1974 : L'Impromptu de Marigny de Jean Poiret, mise en scène Jacques Charon, Comédie-Française
- 1974 : Les Marrons du feu d'Alfred de Musset, mise en scène Francis Huster, Comédie-Française
- 1974 : Périclès de William Shakespeare, mise en scène Terry Hands, Comédie-Française
- 1975 : Le Plus Heureux des trois d'Eugène Labiche et Edmond Gondinet, mise en scène Jacques Charon, Comédie-Française au Théâtre Marigny
- 1975 : La Jalousie du barbouillé de Molière, mise en scène Alain Pralon, Comédie-Française tournée
- 1975 : L'Idiot de Gabriel Arout d'après Fiodor Dostoïevski, mise en scène Michel Vitold, Comédie-Française au Théâtre Marigny
- 1975 : L'Île de la raison de Marivaux, mise en scène Jean-Louis Thamin, Comédie-Française au Théâtre Marigny
- 1976 : Cyrano de Bergerac de Edmond Rostand, mise en scène Jean-Paul Roussillon, Comédie-Française
- 1976 : Maître Puntila et son valet Matti de Bertolt Brecht, mise en scène Guy Rétoré, Comédie-Française au Théâtre Marigny
- 1978 : Les Fourberies de Scapin de Molière, mise en scène Jacques Échantillon, Comédie-Française
- 1979 : La puce à l'oreille, de Georges Feydeau, mise en scène Jean-Laurent Cochet, Comédie-Française
- 1981 : À Memphis, il y a un homme d’une force prodigieuse de Jean Audureau, mise en scène Henri Ronse, Comédie-Française au Théâtre de l'Odéon
- 1981 : La Dame de chez Maxim de Georges Feydeau, mise en scène Jean-Paul Roussillon, Comédie-Française
- 1983 : Théâtre municipal de Toulon : La Malibran de Jacques Josselin, mise en scène Philippe Rondest, Festival international de musique de Toulon
- 1985 : Fragment de Murray Schisgal, mise en scène Danièle Chutaux, Théâtre du Tourtour
- 1986 : Les Dégourdis de la 11e d'André Mouëzy-Éon, mise en scène Jacques Rosny, Théâtre des Variétés
- 1987 : C'est encore mieux l'après-midi de Ray Cooney, mise en scène Pierre Mondy, Théâtre des Variétés
- 1989 : Opérette de Witold Gombrowicz, mise en scène Jorge Lavelli, Théâtre national de la Colline
- 1990 : Bon week-end, Monsieur Bennett d'Arthur Watkin, mise en scène Michel Fagadau, Théâtre Daunou
- 1992 : La Puce à l'oreille de Georges Feydeau, mise en scène Jean-Claude Brialy, Théâtre de la Michodière
- 1993 : Tailleur pour dames de Georges Feydeau, mise en scène Bernard Murat, Théâtre de Paris
- 1994 : Vacances de rêve de Francis Joffo, mise en scène Gérard Hernandez, Théâtre de Boulogne-Billancourt
- 1997 : Tromper n'est pas jouer de Patrick Cargill, mise en scène Daniel Colas, Théâtre Saint-Georges, tournée
- 1998 à 2000 : Mon père avait raison de Sacha Guitry, mise en scène Jean-Claude Brialy, Théâtre des Bouffes Parisiens
- 2001 : Ma femme est folle de Jean Barbier, mise en scène Jean-Pierre Dravel, tournée
- 2002 : Amphitryon de Molière, mise en scène Simon Eine, Festival d'Anjou
- 2002 : Jeffrey Bernard est souffrant de Keith Waterhouse, mise en scène Jean-Michel Ribes en tournée
- 2002 à 2004 : Madame est sortie de Jean Barbier, mise en scène Jean-Pierre Dravel, Théâtre des Nouveautés
- 2004 : Ma fille travaille à Paris de Jean Barbier, mise en scène Thierry Lavat, Théâtre des Nouveautés
- 2006, 2007 : Dévorez-moi d'Olivier Lejeune, mise en scène Olivier Lejeune, Théâtre du Gymnase et Comédie de Paris
- 2007, 2008, 2009 : Aux Deux Colombes de Sacha Guitry, mise en scène Jean-Laurent Cochet, Pépinière Théâtre, tournée
- 2008, 2009 : Panne de télé de Laurence Jyl, mise en scène de Jean-Pierre Dravel et Olivier Macé en tournée
- 2009 : Les Femmes savantes de Molière, mise en scène Arnaud Denis, Festival d'Anjou, Théâtre 14 Jean-Marie Serreau, Petit Théâtre de Paris
- 2009 : Panne de télé de Laurence Jyl, mise en scène Jean-Pierre Dravel et Olivier Macé, Théâtre Daunou
- 2010 : Ce qui arrive et ce qu'on attend de Jean-Marie Besset, mise en scène Arnaud Denis, Vingtième Théâtre, Petit Montparnasse
- 2010 : Les Femmes savantes de Molière, mise en scène Arnaud Denis, Petit Théâtre de Paris, tournée
- 2012 : Un pave dans la cour de Didier Caron, mise en scène Didier Caron, Théâtre Michel (Paris)
- 2013 : Le garçon sort de l'ombre, de Régis de Martrin-Donos, mise en scène Jean-Marie Besset, Théâtre de Poche Montparnasse
- 2016 : Les Amazones de Jean-Marie Chevret, Théâtre Daunou
- 2020 : Louis XVI.fr de Patrick Sébastien en tournée
- 2022 : Le Comble de la vanité de Valérie Fayolle, mise en scène Ludivine de Chastenet, La Pépinière-Théâtre
- 2024 : Le Bracelet d'Isabelle Mergault, mise en scène Serge Postigo, Théâtre des Nouveautés

## Vidéographie
- Le Théâtre de Virginie Pradal (30 octobre 2007) (ASIN B000VZAKXQ)